# Portelet Tower
Der Portelet Tower ist eine Art Martello-Turm, den die Briten 1808 auf der ehemaligen Gezeiteninsel L’Île au Guerdain in der Portelet Bay bei Saint Brélade, im Süden der Kanalinsel Jersey, errichteten. Die Stätte wird auch als Janvrins Turm oder Janvrins Grab bezeichnet. Die Insel ist bei Ebbe zugänglich, der Turm ist jedoch geschlossen.
Der Turm besteht wie 14 andere erhaltene auf Jersey nur aus einem Raum und war eher ein Wachhaus als ein Martello-Turm, wie die acht echten: z. B. Tour de Vinde (in der Nähe), Kempt Tower, Lewis Tower oder der Victoria Tower. Er hat eine Tür auf Bodenniveau und ein Fenster etwa 2,2 m über dem Boden. Es ist aus Bruchstein gebaut und ist 5,2 m hoch und hat 8,2 m Durchmesser. Nach der Fertigstellung befahl der Vizegouverneur George Don, dass ein Feuer zwei Tage zu brennen hatte, um ihn auszutrocknen. Eine Garnison, bestehend aus einem Sergeant und 12 Männern, besetzte den mit einer 18-Pfund-Kanone bestückten Turm.

## Janvrins Grab
Philippe Janvrin war der Kapitän der Esther. Er segelte häufig nach Frankreich, um Handel zu treiben. Als die Pest in Frankreich zur Epidemie wurde, durften keine Schiffe aus Frankreich auf Jersey landen. Als Janvrin nach Jersey zurückkehrte, musste er in der Belcroute Bay festmachen. Am zweiten Tag der Quarantäne starb er 1721, aber sein Leichnam konnte wegen der Pest nicht an Land gebracht werden. Die Angst vor Ansteckung führte dazu, dass die Behörden darauf bestanden, dass er auf der Gezeiteninsel begraben wurde, die als Janvrins Grab bekannt wurde, obwohl sein Leichnam später in St. Brelade beigesetzt wurde.